# Star Wars: Rebellion
Star Wars Rebellion er et strategi/manager-spil udviklet af LucasArts Entertainment.

## Gameplay
Gameplayet foregår i et 2D interface, med overblik over galaxen.
"Space Battles" foregår i 3D hvor man har et godt overblik over ens flåde.